# Walcott Lake
Walcott Lake är en sjö i Antarktis. Den ligger i Östantarktis. Nya Zeeland gör anspråk på området. Walcott Lake ligger 306 meter över havet. Den sträcker sig 1,3 kilometer i nord-sydlig riktning, och 0,3 kilometer i öst-västlig riktning.